# 愛知県の高校入試
愛知県の高校入試（あいちけんのこうこうにゅうし）では、愛知県における高等学校の入学試験について述べる。この項では、公立高校の場合は受検、私立高校の場合は受験と書き分ける。

## 概要
愛知県の公立高校においては1989年から複合選抜制度と称する制度を、私立高校においては1986年から複合選抜制度に類する制度を導入し、受験生においては複数の入試を受けることが可能になっている。
なお、公立高校の志願については、県内の保護者との同居が必須であり、保護者でない親族（祖父母等）が愛知県内に在住しても、保護者が県外の場合は公立高校を原則志願できない。

### 複合選抜制度
公立高校入試において採用されている制度で、複数回の受検機会を設けているのが特徴である。全日制普通科高校について、愛知県を尾張学区および三河学区の2学区に大別したのち、それぞれを群に分け、さらにAグループ・Bグループに分類している。高校進学希望者は、自らの居住する学区に所属している高校の中から、群（尾張学区は第1群か第2群のいずれか、三河学区は三河群のみ）を選択し、その群に所属する学校からグループの異なる学校を1校ずつ選ぶことができる。グループは試験の実施日を意味しており、同一グループから学校を選ぶことはできない。また、専門学科・総合学科についても普通科同様、A・B各グループが設定されており、県下全域を学区としている。
定時制の高校は県下全域が学区（定職持ちの人は県外から志願可能）で前期後期別の2回の検査日程が設定されるが、グループ設定がない。通信制の高校は、県下全域が学区で選考は単一日程でグループ設定がない。
|           | 尾張学区           | 尾張学区     | 三河学区 |
| --------- | ------------------ | ------------ | -------- |
|           | 尾張第1群          | 尾張第2群    | 三河群   |
| Aグループ | ねこ・きつね・さる | いちご・さる | プリン   |
| Bグループ | いぬ・たぬき       | いちじく     | アイス   |

- 表1のように設定されている場合、尾張学区内に居住する希望者は、同一群でグループの異なるねこ・いぬ各高校の組み合わせやいちご・いちじく各高校の組み合わせを選択することができるが、群が異なりグループも異なるきつね・いちじくの組み合わせや群が同一でグループも同一のいぬ・たぬきの組み合わせを選ぶことはできない。また、学区の異なるプリン・アイスについてはいずれも選択できない。ただし、さる高校が共通校として設定されているので、さる・いぬ高校やさる・いちじく高校の組み合わせは選択できる。
- また、複数の学校を受検しない場合は、学区内の学校であればすべて受検が可能である。

一般選抜のほか、推薦選抜と称する試験も同時に実施される。出願時に決める第1志望校について、各高校が定める条件を満たし、受検者の在籍する中学校長の推薦を得た者が受験できるもので、一般選抜の日程の中で行われる（2017年度の制度変更以前は、一般試験とは異なる日程で実施されていた）。

#### 尾張学区
- 所属市郡 - 名古屋市・一宮市・瀬戸市・半田市・春日井市・津島市・犬山市・常滑市・江南市・小牧市・稲沢市・東海市・大府市・知多市・尾張旭市・岩倉市・豊明市・日進市・愛西市・清須市・北名古屋市・弥富市・あま市・長久手市・愛知郡・西春日井郡・丹羽郡・海部郡・知多郡[WEB 1]

|           | 尾張第1群 | 尾張第2群 |
| --------- | --- | --- |
| Aグループ | 旭丘・惟信・松蔭・昭和・熱田・豊明・日進西・犬山南・江南・小牧・一宮北・一宮南・尾西・津島・海翔・半田東・常滑・内海・市立緑・市立名東（全20校）                 | 明和・松蔭・名古屋南・瀬戸西・春日井・春日井西・高蔵寺・長久手・新川・一宮・一宮北・尾西・津島・津島北・稲沢東・海翔・常滑・東海南・大府・内海・市立向陽・市立山田（計22校） |
| Bグループ | 名古屋西・中村・鳴海・天白・春日井東・日進・東郷・犬山・尾北・小牧南・丹羽・一宮西・木曽川・美和・半田・大府東・阿久比・東浦・武豊・市立菊里・市立富田（計21校） | 千種・守山・瑞陵・瀬戸・春日井東・春日井南・旭野・犬山・小牧南・西春・一宮興道・木曽川・津島東・美和・五条・横須賀・大府東・阿久比・東浦・武豊・市立桜台・市立北（計22校）   |

### 三河学区
- 所属市郡 - 豊橋市・岡崎市・豊川市・碧南市・刈谷市・豊田市・安城市・西尾市・蒲郡市・新城市・知立市・高浜市・田原市・みよし市・額田郡・北設楽郡[WEB 1]
- 制度導入時より尾張学区と同様に第1群と第2群に分類されていたが、2017年（平成29年）度の制度変更により三河群に統合された[WEB 1]。
- Aグループ - 衣台・豊田北・豊田南・加茂丘・足助・岡崎・岡崎西・岩津・刈谷・安城・西尾東・一色・知立・高浜・豊丘・豊橋南・福江・国府・御津・新城東（本校）・田口（計21校）[WEB 1]
- Bグループ - 豊田西・豊田・豊野・松平・三好・岡崎北・幸田・碧南・刈谷北・安城東・安城南・西尾・吉良・知立東・時習館・豊橋東・豊橋西・成章・小坂井・蒲郡東（計20校）[WEB 1]

### 調整区域
尾張学区および三河学区の境界付近については、調整区域と称する特例措置を設けている。以下に挙げる市町村内に居住している場合には、所属する学区の高校以外でも特定の高校の受検が可能となっている。
尾張学区
- 大府市・豊明市 - 刈谷・刈谷北・知立・知立東[WEB 1]
- 知多郡東浦町 - 刈谷・刈谷北・知立・知立東・高浜[WEB 1]
- 日進市・愛知郡東郷町 - 豊田西・衣台・豊田・三好[WEB 1]
- 知多郡南知多町篠島・日間賀島 - 三河学区に属する高等学校[WEB 1]

三河学区
- 刈谷市・知立市 - 豊明・大府・大府東・東浦[WEB 1]
- 高浜市 - 東浦[WEB 1]
- 豊田市・みよし市 - 日進・日進西・東郷[WEB 1]
- 西尾市一色町佐久島 - 尾張学区に属する高等学校[WEB 1]

### 私立高校の受験制度
公立高校入試における複合選抜制度の導入に従って、私立学校においても同時期に複数学校の受験が可能となる制度を導入している。ただし、公立高校とは違い、厳密な学区・群・グループの分類はなく、試験日が3日間に分かれており、日程の異なる学校の試験を最大3校まで受験できる。ただし、愛知県内の私立高校のうち、愛知淑徳高校・金城学院高校・南山高校・南山国際高校については高校入試自体を実施していない。
| 1日目                  | 2日目                  | 3日目          |
| ---------------------- | ---------------------- | -------------- |
| さんま大附属・さけ学院 | さわら女子・はまち工業 | まぐろ大まぐろ |

- 表2のように試験日が設定されている場合、試験日の異なるさけ学院高校・まぐろ大まぐろ高校のような組み合わせで受験することができる。試験日が同じさんま大附属高校とさけ学院高校の組み合わせは選択できない。

2018年（平成30年）の日程は次の通りに実施されている。
- 2月7日 - 愛工大名電・愛知みずほ大瑞穂・桜花・菊華・啓明学館・東海・名古屋国際・愛知啓成・栄徳・星城・誠信・滝・中部大第一・誉・愛産大三河・岡崎城西・杜若・豊田大谷・桜丘・豊川[新聞 1]
- 2月8日 - 愛知・大同大大同・同朋・名古屋・名古屋大谷・名経大市邨・名経大高蔵・名古屋女子大・清林館・聖霊・大成・中部大春日丘・日福大付・安城学園・岡崎学園・豊橋中央[新聞 1]
- 2月9日 - 愛産大工業・至学館・椙山・中京大中京・東海学園・東邦・名城大付属・愛知黎明・修文女子・聖カピタニオ女子・光ヶ丘女子・藤ノ花女子[新聞 1]

またこの他、東海高校以外が推薦入試を実施しており、各高校がそれぞれ定める成績（評定）をはじめとする諸条件（出席状況・部活動などの実績など）を満たす生徒のうち、進学希望者が在籍する中学校長の推薦を得た者が受験資格をもつ。この試験は、私立高校側が確実な生徒の確保ができるというメリットがあり、6割の高校が定員の80パーセント程度をこの試験の合格者に宛てているとされる。

## 歴史
第二次世界大戦後に行われた教育制度改革に伴い、中等教育機関としての高等学校（新制高等学校）が新設された。公立学校においては高校三原則として示された小学区制を導入し、1949年度には各高等学校単位で入学者選抜を行うこととなった。ただし、この選抜については、1948年（昭和23年）3月付けで愛知県教育部長が通達した「昭和二十三年度公立新制高等学校入学考選抜について」により、新制中学卒業生および同等の学力があると認められる者について、いかなる検査も行わず、中学校からの報告書に基づく選抜を行うこととされた。これは、同年2月の文部省通達を受けたもので、高校による入試を廃し、中学校在学時の知能検査・一斉学力検査の結果、学業成績、個人の性格・態度、職業適性、発達記録などが記載された報告書に基づく選抜を行うこととしたものであった。翌年度には専門学科を持つ高校について、学区を愛知県全域とすることとなった。
小学区制による学区一覧
（1949年3月10日告示 愛知県教育委員会告示第11号による。市町村名はその一部または全域を示す）
- 旭丘高校 - 名古屋市（東区・千種区）・春日井市・東春日井郡（守山町・志段味村・高蔵寺町・坂下町・品野町）・愛知郡猪高村・日進村[10]
- 明和高校 - 名古屋市（北区・中区・東区）[10]
- 名古屋西高校 - 名古屋市（西区・中村区）・西春日井郡（新川町・清洲町・西枇杷島町・山田村・春日村）[11]
- 松蔭高校 - 名古屋市（中村区・中川区）・海部郡（大治村・富田村・蟹江町）[11]
- 惟信高校 - 名古屋市（中川区・港区）・海部郡（南陽村・飛島村）[11]
- 瑞陵高校 - 名古屋市（熱田区・瑞穂区）[11]
- 昭和高校 - 名古屋市（昭和区・瑞穂区）・愛知郡（天白村・日進村）[11]
- 市立菊里高校 - 名古屋市（千種区・東区・中区）[11]
- 市立向陽高校 - 名古屋市（昭和区・中区）[12]
- 市立桜台高校 - 名古屋市（港区・南区）・愛知郡（鳴海町・天白村）・知多郡（有松町）[12]
- 市立西陵高校 - 名古屋市（西区・中村区）[12]
- 犬山高校 - 丹羽郡（犬山町・城東村・羽黒村・池野村・楽田村・扶桑村）[12]
- 尾北高校 - 丹羽郡（布袋町・岩倉町・古知野町・大口村・千秋村）[12]
- 小牧高校 - 春日井市・東春日井郡（小牧町・味岡村・篠岡村）・西春日井郡（北里村・豊山村・楠村・師勝村・西春村）[12]
- 瀬戸高校 - 瀬戸市・東春日井郡（水野村・旭町・品野町）・愛知郡（幡野村・長久手村）[12]
- 一宮高校 - 一宮市・葉栗郡（浅井町・木曽川町・北方村）・丹羽郡（丹陽村・千秋村）・中島郡（今伊勢町・奥町・起町・萩原町・大和町・朝日村）[13]（また、商業課程については一宮・祖父江・稲沢高校学区[14]）
- 祖父江高校 - 中島郡祖父江町[13]
- 稲沢高校 - 中島郡（稲沢町・大里村・明治村・千代田村）[13]
- 津島高校 - 津島市・海部郡・中島郡（平和村・長岡村・千代田村）[13]
- 横須賀高校 - 知多郡（横須賀町・上野町・八幡町・岡田町・大野町・旭村）[13]
- 常滑高校 - 知多郡（三和村・鬼崎村・常滑町・西浦町）[13]
- 半田高校 - 半田市・知多郡（阿久比村・武豊町・富貴村・河和町・豊浜町・師崎町・野間町・内海町・小鈴谷村・日間賀島村・篠島村）[13]
- 田口高校 - 北設楽郡[15]
- 新城高校 - 南設楽郡・北設楽郡（三輪村）・八名郡・宝飯郡（一宮村）[15]（また、商業課程は新城・鳳来寺高校学区[14]）
- 鳳来寺高校 - 北設楽郡（三輪村）・南設楽郡（鳳来寺村・海老町・作手村・長篠村）・八名郡（七郷村・大野町・船着村）[15]
- 市立豊川高校 - 豊川市・八名郡（三上村）[15]
- 国府高校 - 豊川市・宝飯郡（萩村・長沢村・赤坂町・小坂井村・前芝村・御津町・大塚村）[15]（また、商業課程は国府・豊川市立高校学区[14]）
- 蒲郡高校 - 宝飯郡（蒲郡町・三谷町・形原町・西浦町・塩津町・大塚村）・幡豆郡（幡豆町）・額田郡（幸田町）[15]
- 成章高校 - 渥美郡[15]
- 豊橋時習館高校 - 豊橋市・渥美郡（高豊村・老津村）[16]
- 豊橋東高校 - 豊橋市・渥美郡（二川町）・八名郡（石巻村）[16]
- 岡崎高校 - 岡崎市・幡豆郡（豊坂村）・碧海郡（矢作町・六ツ美村）・額田郡[14]
- 岩津高校 - 額田郡（岩津町・下山村・常盤村）・碧海郡（上郷村）・東加茂郡（下山村・松平村）・西加茂郡（高橋村）[16]
- 市立岡崎高校 - 岡崎市[16]（また、商業課程は市立岡崎・岩津高校学区[17]）
- 加茂高校 - 東加茂郡・西加茂郡・碧海郡（上郷村）・愛知郡（東郷町）[16]
- 刈谷高校 - 碧海郡（刈谷町・高岡村・富士松村・知立町・依佐美村・高浜町）・知多郡（東浦町・大高町・大部町）・愛知郡（豊明村）[14]
- 安城高校 - 碧海郡（安城町・桜井村・六ツ美村・明治村・依佐美村）[14]
- 西尾高校 - 幡豆郡・碧海郡（明治村・六ツ美村）[14]
- 碧南高校 - 碧南市・碧海郡（明治村）[14]

1956年に至って、愛知県教育委員会は小学区制を廃止することとした。これは、学校選択の自由を認め、生徒の競争により向学心を伸ばすことなどを目的とした変更で、県下を尾張学区と三河学区の2つの学区に分割する大学区制を全国で初めて導入することとなった。各高校の設備の格差などの理由で希望する高校に入学するための越境入学が横行していたため、県教委がこれを追認する形をとったのであった。この変更の結果、中部統一テスト（中統テスト）と称する民間の模擬試験業者の成績によって事実上進路先が割り振られる事態となった。
| 1群 | すみれ・もみじ     | 名古屋市内 |
| 2群 | もみじ・たんぽぽ   | 名古屋市内 |
| 3群 | たんぽぽ・すぎ     | 名古屋市内 |
| 4群 | すぎ・すみれ       | 名古屋市内 |
| 5群 | きく・もも         | 名古屋市外 |
| 6群 | なずな・ほとけのざ | 名古屋市外 |

この状況に対する批判があり、是正のため1973年には愛知方式と称する学校群制度が導入されることとなった。これは、従来の学区の枠組みに加えて、約3分の1にあたる25校において実施されたもので、1回の試験の結果を利用し、学校群を組んだ2校間で合格者を均等に割り振るという制度であった。名古屋市内の高校については、15校を鎖状につないだ。具体的な選抜方法としては、学力検査の成績および中学校からの調査書の双方が募集定員内の者をA、一方の者をB、双方が定員外の者をCとし、ABCの順に合格者を決定したのち、学校群内の募集定員比により成績順に振り分けた。また、学校群を組まない学校もあり、それについては単独で選抜を実施した。この制度の導入により従来の学校間格差は是正に動いたものの、入学希望者にとっては希望しない学校に合格する可能性があり、不満が出ることとなった（表3のように、すみれ高校志望者は1群として受検することしかできず、もみじ高校に割り振られる可能性があった。また、例えばたんぽぽ高校にはもみじ高校志望者・すぎ高校志望者・たんぽぽ高校志望者の3パターンの生徒が入学することになる）。
学校群
- 尾張1群 - 菊里・千種[22]
- 尾張2群 - 千種・旭丘[22]
- 尾張3群 - 旭丘・北[22]
- 尾張4群 - 北・名古屋西[22]
- 尾張5群 - 名古屋西・中村[22]
- 尾張6群 - 中村・明和[22]
- 尾張7群 - 明和・松蔭[22]
- 尾張8群 - 松蔭・惟信[22]
- 尾張9群 - 惟信・熱田[22]
- 尾張10群 - 熱田・瑞陵[22]
- 尾張11群 - 瑞陵・桜台[22]
- 尾張12群 - 桜台・緑[22]
- 尾張13群 - 緑・昭和[22]
- 尾張14群 - 昭和・向陽[22]
- 尾張15群 - 向陽・菊里[22]

大学進学率の上昇に伴い、高校普通科の人気が高まり、相対的に農業・工業・水産学科の人気が低くなる状況に陥った。そのため、1974年には全国で初めて工業科・農業科・水産科において推薦入学を導入し、1986年には商業科と一部の普通科に拡大した。1988年には学校群に含まれないすべての普通科高校に導入された。
1985年には複合選抜制度の導入が打ち出された。学校群を再編し、前述の推薦入試を含めて、最大4回受検できるという制度であり、1989年に実施に移された。この制度変更以降、大きな異動はないが、英語のリスニング問題の導入、群を跨いだ共通校の設定などの微調整が行われた。

### WEB
1. 1 2 3 4 5 6 7 8 9 10 11 12 13 14 15 16 17 18 19 20 21  愛知県教育委員会 高等学校教育課 進路指導グループ (2016年6月). “公立高校の入試（全日制）が新しくなります！” (PDF).   愛知県. 2016年8月4日時点のオリジナルよりアーカイブ。2017年10月29日閲覧。

### 新聞
1. 1 2 3  “私立中高 来春募集 前年度比 全日制367人減/中学75人減” (日本語). 中日新聞朝刊市民版 (中日新聞社):  p. 21. (2017年11月11日)